# Csemernye
Csemernye (1899-ig: Varannó-Csemernye, szlovákul Čemerné) Varannó város része Szlovákiában, az Eperjesi kerület Varannói járásában.

## Fekvése
Varannó központjától 1 km-re délnyugatra, a Tapoly jobb partján fekszik.

## Története
V. István király 1270-ben kelt adománylevele szerint Csemernye területe a csicsvai uradalommal szomszédos lipóci királyi birtokhoz tartozott. A települést magát 1282-ben egy birtokmegosztás alkalmával „Chemerna” alakban említik először. 1410-ben Luxemburgi Zsigmond Csemernyét és a szomszédos falvakat a csicsvai uradalomhoz csatolta. Templomának első említése 1335-ből, a pápai tizedjegyzékből származik, ekkor említik Miklós nevű papját is. A templom Árpádházi Szent Erzsébet tiszteletére volt szentelve. A falu 1523-ig a csicsvai uradalommal együtt a Rozgonyi család birtoka volt. 1523-ban kihalt a Rozgonyi család, így 1524-től új birtokosai lettek a falunak a Báthoryak személyében. Báthory György felvette a protestáns hitet, így a 16. században a katolikus plébánia is evangélikus lelkészség lett. 1600-ban említik a falu iskoláját is. Az 1670-es években a templomot visszakapták a katolikusok és újraalapították a plébániát is. Az 1749-es összeírás szerint a falunak 292 lakosa volt.
A 18. század végén Vályi András így ír róla: „CSEMERNYE. Tót falu Zemplén Vármegyében, földes Ura Gróf Barkóczy Uraság, fekszik Toplán vize mellett, Homonnával által ellenben, lakosai katolikusok, határja ha szorgalmatosan miveltetik jó termékenységű, vagyonnyai középszerűek, második Osztálybéli.”
A görögkatolikus templomot 1814-ben létesítették. Újabb katolikus templomát 1817-ben építették és Szent Anna tiszteletére szentelték. Ebben az évben a községben 567 római katolikus, 500 görögkatolikus, 8 evangélikus, 2 református és 90 zsidó lakta.
Fényes Elek 1851-ben kiadott geográfiai szótárában így ír a településről: „Varanó-Csemernye, tót falu, Zemplén vgyében,, a Tapoly völgyében, ut. p. Eperjes. Határa 2189 hold, mellyből belsőség 156 h., szántó 1382 h., rét 651 hold, s ebből 14 4/8 telek és 48 zsellér utáni urbériséget kivéve, a többi majorság. Földje lassan emelkedett parton homokos, a gabona minden nemeit megtermi; különösen sok és hires káposzta termesztetik; rétjeit a Tapoly árja rendesen elönti. Ezelőtt a lakosok szép csikókat is neveltek. Lakja 610 r. kath, 430 görög kath., 20 evang., 100 zsidó. A falu végén a Vehéczi patak a Tapolyba szakad, mellyen vámhid áll. Van itt kőből épült g. kath. anyatemplom, r. kath. kápolna, derék épületjei gr. Barkóczy János, gr. Forgács, Vladár Tamás, Matyasovszky Boldizsár földesuraknak, 3 szeszgyár, 3 állásos vendégfogadó, 1 bőrgyár, 1 vizimalom. – E helységhez tartozik Lomnyicza puszta, mellyben 9 h. belsőség, 1137 hold szántó, 327 hold rét, 41 hold nyires erdő. E puszta földje fekete homok, s olly termékeny, hogy Zemplén felső részében e határhoz egyik sem hasonlitható. Birják szinte az emlitett uraságok, és még igényt tartanak hozzá Sós Pál örökösei.”
Borovszky Samu monográfiasorozatának Zemplén vármegyét tárgyaló része szerint: „Csemernye, tót kisközség a Tapoly-völgyben. Van 219 háza és 1469, nagyobbára gör.-kath. vallású lakosa. Azelőtt Varannó-Csemernye volt a neve. Postája, távírója és vasúti állomása Varannón van. Első birtokosául 1402-ben Rozgonyi Lászlót ismerjük, de egy évvel később az Eödönffiek is szerepelnek. 1487-ben a Rozgonyiak Lapispataki Miklós alispánnak adják zálogba. Az 1598-iki összeírás Putton Mátyást és Báthory Istvánt említi birtokosaiul. Ez időben a csicsvai vár tartozéka volt. 1658-ban gróf Draskovich Miklós és neje, Drugeth Borbála részüket Károly Ádámnak és nejének, Thököly Máriának zálogosítják el. Azután mindvégig a homonnai uradalomhoz tartozik és a Barkóczyak lesznek az urai, de egy része a gróf Forgách, Máriássy, Vladár, Soós, Schramb, Rozgonyi, Malonyay, Hazuga és Vitéz családok birtoka. Most csak gróf Hadik-Barkóczy Endrének van itt nagyobb birtoka és gőzmalma. A faluban két templom van. A róm. kath. templom 1830 körül, a gör. kath. pedig 1814-ben épült. Ide tartoznak Polovina- és Ortási majorok és Lomnicza-puszta, mely utóbbi hajdan község volt és a Rákóczy-féle mozgalmak alatt pusztult el. Szintén a csicsvai vár tartozéka volt és annak sorsában osztozott. 1663-ban a községben a pestis dühöngött. Csemernyén van a körjegyzőség székhelye is, Diószeghy János főszolgabíró csinos lakásával és parkjával.”
1920-ig Zemplén vármegye Varannói járásához tartozott.
1970. július 1-én csatolták Varannóhoz.

## Népessége
1880-ban 1052-en lakták: 909 szlovák, 50 magyar, 54 német, 1 ruszin anyanyelvű, 6 idegen és 32 csecsemő; ebből 484 római katolikus, 505 zsidó, 173 görögkatolikus, 51 evangélikus és 17 református vallású volt. Lomnicát 237-en lakták, ebből 222 szlovák, 3-3 magyar és ruszin anyanyelvű, valamint 9 csecsemő volt; ebből 139 római katolikus, 90 görögkatolikus, 6 zsidó és 1-1 evangélikus illetve református vallású volt.
1910-ben 1478-an, többségében szlovák anyanyelvűek lakták, jelentős magyar kisebbséggel.

## Nevezetességei
- Szent Anna tiszteletére szentelt római katolikus temploma 1817-ben épült.
- Görögkatolikus templomát 1814-ben építették.
- Új katolikus temploma 1934 és 1937 között épült.

## Külső hivatkozások
- Csemernye Szlovákia térképén
- A plébánia honlapja